# Селапаранг
Селапара́нг (індонез. Selaparang) — один з 6 районів міста Матарам провінції Західна Південно-Східна Нуса у складі Індонезії.
Населення — 74148 осіб (2012; 72665 в 2010).

## Адміністративний поділ
До складу району входять 9 селищ:
| Населений пункт  | Населення, осіб (2010) |
| ---------------- | ---------------------- |
| Гомонг           | 6286                   |
| Дасан-Агунг      | 11313                  |
| Дасан-Агунг-Бару | 7529                   |
| Каранг-Бару      | 9863                   |
| Матарам Західний | 5492                   |
| Монджок          | 11520                  |
| Монджок Західний | 6207                   |
| Монджок Східний  | 4418                   |
| Рембіга          | 10037                  |